# I Want to Die in New Orleans
I Want to Die in New Orleans ist das erste Studioalbum des US-amerikanischen Rap-Duos Suicideboys.

## Entstehung und Veröffentlichung
Das Album sollte ursprünglich im Dezember 2017 unter dem Namen I Don’t Want to Die in New Orleans erscheinen. Im Juli 2018 kündigte das Duo dann an, das Album werde mit dem Titel I Want To Die In New Orleans erscheinen, da sie nach den vielen Konzerten des letzten Jahres gemerkt hätten, dass Erfolg und Geld niemals glücklich mache. Wenige Tage später wurde die I Want To Die In New Orleans Tour mit zwei Konzerten in Deutschland angekündigt. Die Erstveröffentlichung von I Want to Die in New Orleans erfolgte schließlich am 7. September 2018 bei G 59 Records. Das Album erschien in seiner Originalausführung als CD sowie zum Download und Streaming mit 13 Titeln (Katalognummer: 2812109119).
Geschrieben wurden die Lieder gemeinsam von den beiden Suicideboys-Mitgliedern Scott Arceneaux Jr. und Aristos Petrou. Für die Produktion zeichnete Budd Dwyer verantwortlich.

## Titelliste
1. King Tulip – 3:05
2. Bring Out Your Dead – 1:46
3. Nicotine Patches – 2:36
4. 10,000 Degrees – 3:09
5. 122 Days – 3:04
6. Phantom Menance – 2:21
7. Krewe du Vieux (Comedy and Tragedy) – 1:44
8. War Time All the Time – 2:25
9. Coma – 2:17
10. Long Gone (Save Me from Hell) – 2:18
11. Meet Mr. Niceguy – 2:26
12. Carollton – 3:23
13. Fuck The Industry – 3:55
14. I No Longer Fear the Razor Guarding My Heel IV – 7:54[4]

## Rezensionen
Leah-Lou Blank meint in laut.de, dass die Suicideboy sich trotz der Anpassung an den kommerziellen Markt treu bleiben und ein solides Album abliefern.
Jenas Bazer meint in der Zeit, dass Musik und die Texte sich so anhören, als ob sie von Junkies oder von Zombies stammten. Berstende Bässe und Glöckchengeklingel wie aus einer Friedhofskapelle würden hingegen das rhythmisches Fundament bilden.

## Kommerzieller Erfolg

### Chartplatzierungen
| ChartsChartplatzierungen       | Höchstplatzierung | Wochen |
| ------------------------------ | ----------------- | ------ |
| Deutschland (GfK)              | 89 (1 Wo.)        | 1      |
| Schweiz (IFPI)                 | 87 (1 Wo.)        | 1      |
| Vereinigte Staaten (Billboard) | 9 (4 Wo.)         | 4      |

### Auszeichnungen für Musikverkäufe
| Land/Region               | Auszeichnungen für Musikverkäufe (Land/Region, Auszeichnung, Verkäufe) | Verkäufe |
| ------------------------- | ---------------------------------------------------------------------- | -------- |
| Neuseeland (RMNZ)         | Gold                                                                   | 7.500    |
| Vereinigte Staaten (RIAA) | Gold                                                                   | 500.000  |
| Insgesamt                 | 2× Gold ·                                                              | 507.500  |